# ميتروبوليس
ميتروبوليس (بالإنجليزية: Metropolis)‏هو مصطلح يشير إلى المدينة الكبرى والمزدحمة، مع ضواحيها وبلداتها والمناطق المحيطة بها. تندرج العواصم الكبرى تحت مسمى الميتروبوليس، والتي تعد مركزًا حضريًا وثقافيًا واقتصاديًا. ومن الشائع وجود مدينة رئيسية واحدة في بلد ما، إلا أنه في بعض الأحيان يمكن أن يحوي بلد ما على مدينتين رئيستين أو أكثر لتشكيل تجمعًا حضريًا أكبر، ويحدث ذلك في المدن سريعة النمو ذات التعداد السكاني الكبير.

## تعريف ومعنى ميتروبوليس
يقابل مصطلح ميتروبوليس في اللغة العربية الحاضرة و الحَاضِرَة خلافُ البادية ، وهي المدن والقرى والرِّيف. وحَاضِرَة الإقليم
كبرى مدن المقاطعة أو اللواء، ومركزها الإداريّ.
يشير مصطلح "ميتروبوليس" إلى العلاقة بين المستوطنات المختلفة والمدينة. وكان اليونانيون القدماء أول من أطلقوا مصطلح "ميتروبوليس".

## مفهوم الميتروبوليس عبر التاريخ
عرف مصطلح "ميتروبوليس" عند اليونانيون القدماء بالمصدر أو المدينة الأم. ومن ضمن معانيها العاصمة أو المدينة العالمية. ومن الأمثلة على الميتروبوليس في اليونان القديمة: أثينا وكورينث وسيراكوز.
وكانت سيراكوز في صقلية نفسها مستعمرة لمدينة كورينث اليونانية. وتجدر الإشارة إلى أن الأهمية الثقافية والاقتصادية لسيراكوز قبل 2000 عام تقارن بنيويورك اليوم. بالإضافة إلى ذلك، كانت نيويورك أيضًا مستوطنة استعمارية أوروبية، وكانت تسمى في البداية "نيو أمستردام".

### خلال العصور القديمة المتأخرة
اُسْتُخْدِم مصطلح "ميتروبوليس" للإشارة إلى عواصم المقاطعات الرومانية في الجزء الشرقي من الإمبراطورية الرومانية. واستخدم مصطلح "ميتروبوليتان" لوصف مقاطعة تتألف من العديد من الأبرشيات التي يترأسها أسقف كبير. وان هذا الاستخدام يعكس الهيكل الإداري والديني في تلك الفترة.

### في فترة الاستعمار الأوروبي
أصبح مصطلح "ميتروبوليس" يشير إلى علاقة التبعية الاستعمارية أي انه يعكس العلاقة السياسية والاقتصادية بين البلد الأم والمستعمرة في تلك الفترة. والمثال على ذلك هو "ميتروبول إنجلترا" أو "ميتروبول فرنسا"، والتي تشير إلى البلد الأوروبي الذي أسس المستعمرة.

### خلال القرن العشرين
بدأ استخدام مصطلح "الميتروبوليس" في التخطيط العام للإشارة إلى مناطق التشابك والمستوطنات الحضرية الكبيرة. وعلى الرغم من أن مصطلح "ميتروبوليس" يمكن أن يطلق على أي مدينة كبيرة، إلا أنه يستخدم بشكل أكثر تحديدًا للإشارة إلى المدينة الرئيسة في بلد ما.
ونجد اليوم مصطلح ميغابوليس (megapolis) الذي يشير الى التجمعات الحضرية الكبيرة جدا والمثال الرئيسي للمدن الكبرى هو BosWash، وهي منطقة حضرية تبلغ مساحتها أكثر من 750 كيلومترًا ويبلغ عدد سكانها أكثر من 40 مليون نسمة وتمتد من بوسطن عبر نيويورك وفيلادلفيا وبالتيمور إلى واشنطن العاصمة. ومصطلح المدن الكبرى جديد نسبيًا ويستخدم بشكل أساسي لوصف ظاهرة المدن سريعة النمو التي يبلغ عدد سكانها أكثر من 10 ملايين نسمة في البلدان النامية.

## أهمية الميتروبوليس
تعد الميتروبوليس بشكل عام اكثر إنتاجية من التجمعات الحضرية الأصغر حجما ويرجع ذلك الى ارتفاع رأس المال البشري فكلما كانت المنطقة الحضرية اكبر كلما ارتفع مستوى التعليم والموهبة عند سكانها وهو ما ينعكس في زيادة مستويات الإنتاجية وتشير تقديرات منظمة التعاون الاقتصادي والتنمية الى ان فوائد التجمع هي المسؤولة عن زيادة إنتاجية سكانها بنسبة 2% الى 5% اذا تضاعف عدد سكان المدينة (منظمة التعاون الاقتصادي والتنمية 2015)
إضافة الى ان المدن الرئيسة يخرج نطاق تأثيرها وتأثرها عن حدود بلد ما ومن الممكن ان يصل تأثيرها للعالم ومن ضمن تلك التأثيرات القرارات السياسية والاقتصادية والتوجهات السائدة في منطقة ما ولذلك يطلق عليها لقب المدن العالمية.

## عناصر وخصائص الميتروبوليس
- عدد السكان وهو أحد العناصر الذي يدخل في تعريف المناطق الحضرية وتتميز المدن الكبرى بأعداد سكانية كبيرة وفقا لمعايير كل بلد
- النشاط الاقتصادي الذي يشمل الأنشطة الصناعية والخدمات وتحديد القطاع المهيمن على المنطقة الحضرية
- وسائط النقل والتي يندرج ضمنها التنقل الوظيفي والتنقل السكني وحركات الانتقال وكلما كانت المدينة تتميز بسهولة انتقال الأشخاص الى اماكن العمل والإقامة زاد مؤشر فعاليتها[4]
- النشاط الاجتماعي وتندرج التحديات الاجتماعية من فقر وعدم المساواة الاجتماعية وتوفر السكن ضمن النشاط الاجتماعي
- التنوع الثقافي
- التأثير السياسي
- التقدم التقني

## قائمة المصادر
1. 1 2 3 4 5  Translation of: Mieg, H. A. (2010). Metropolen. "The Metropolis Harald A. Mieg Georg-Simmel Center for Metropolitan Studies, Humboldt-Universität zu Berlin".{{استشهاد ويب}}:  صيانة الاستشهاد: أسماء عددية: قائمة المؤلفين (link)[وصلة مكسورة]
2. 1 2  "تعريف و معنى حاضرة في قاموس الكل. قاموس عربي عربي قاموس المعاني". قاموس المعاني.
3. ↑  "Why metropolitan governance matters a lot more than you think". CEPR (بالإنجليزية). 19 Jan 2016. Archived from the original on 2024-03-21. Retrieved 2024-03-21.
4. ↑  "Characteristics of a Metropolitan". www.ukessays.com (بالإنجليزية البريطانية). Archived from the original on 2024-03-21. Retrieved 2024-03-21.